# Cypripedium pubescens
Cypripedium pubescens es una especie de orquídeas, perteneciente al género de Cypripedium.   Es nativo de Illinois y estados vecinos en el Medio Oeste de Estados Unidos, y se utiliza como planta medicinal.

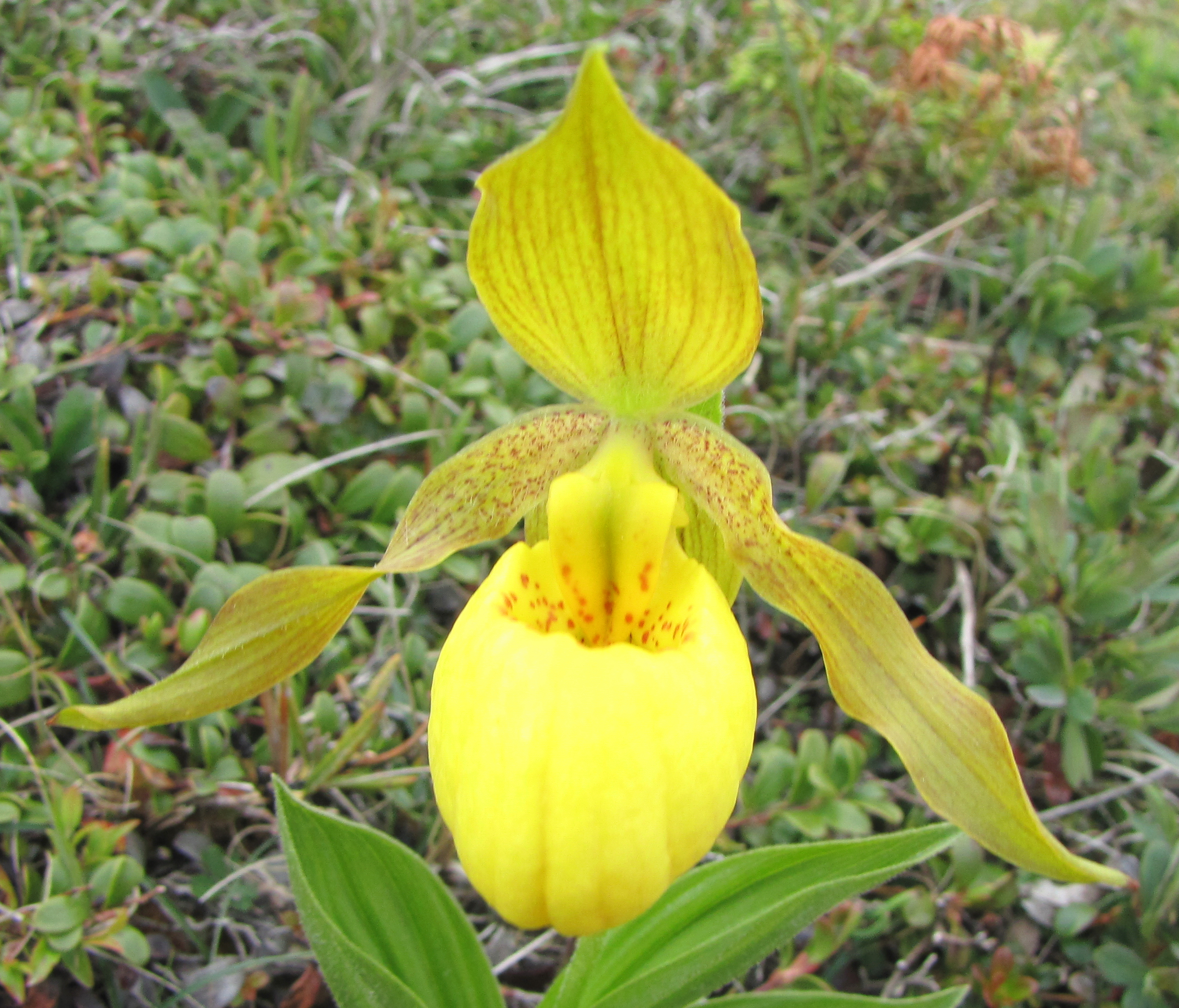
Detalle de la flor

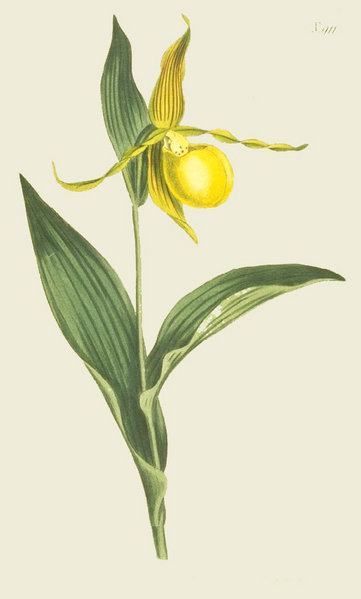
Ilustración

## Descripción
La planta crece en cualquier lugar de 50 a 150 cm de altura y tiene las flores de color amarillo con forma de zapatillas.

## Nombre común
- Español: Gran zapatilla de dama amarilla

## Taxonomía
Cypripedium pubescens fue descrita por Carl Ludwig Willdenow y publicado en Hortus Berolinensis 1: pl. 13. 1804.
Etimología
El nombre del género viene de « Cypris», Venus, y de "pedilon" = "zapato" o "zapatilla" en referencia a su labelo inflado en forma de zapatilla.
pubescens; epíteto latino que significa "peludo, con pelos".
Sinonimia
- Cypripedium flavescens DC. 1803
- Cypripedium luteum var. pubescens (Willd.) Raf. 1828
- Cypripedium luteum var. angustifolium Raf. 1828
- Cypripedium luteum var. biflorum Raf. 1828
- Cypripedium luteum var. concolor Raf. 1828
- Cypripedium luteum var. glabrum Raf. 1828
- Cypripedium luteum var. grandiflorum Raf. 1828
- Cypripedium luteum var. maculatum Raf. 1828
- Cypripedium furcatum Raf. 1833
- Cypripedium undatum Raf. 1833
- Cypripedium assurgens Raf. 1833
- Cypripedium aureum Raf. 1833
- Cypripedium calceolus var. pubescens (Willd.) Correll 1938
- Cypripedium veganum Cockerell & Barker 1900
- Cypripedium parviflorum var. pubescens (Willd.) O.W.Knight 1906
- Cypripedium parviflorum var. planipetalum Fernald 1926
- Cypripedium planipetalum (Fernald) F.J.A.Morris 1929
- Cypripedium calceolus var. planipetalum (Fernald) Vict. & J.Rousseau 1940[4][5]